# Habib Galhia
Habib Galhia (n. 14 mai 1941, Kairouan, Guvernoratul Kairouan, Tunisia – d. 25 decembrie 2011, Sousse, Guvernoratul Sousse, Tunisia) a fost un boxer ce a reprezentat Tunisia, medaliat olimpic. A participat la două ediții ale Jocurilor Olimpice (1964, 1968) în care a câștigat o medalie de bronz.

## Participări
Lista de mai jos prezintă principalele competiții la care a participat Habib Galhia de-a lungul carierei.
- boxing at the 1964 Summer Olympics – light welterweight[*]